# Petr Novický
Petr Novický (Olomouc, 26 marzo 1948) è un ex cestista cecoslovacco.

## Carriera
Con la Cecoslovacchia ha disputato i Giochi olimpici di Monaco 1972, i Campionati mondiali del 1970 e tre edizioni dei Campionati europei (1969, 1971, 1973).